# 퍼시픽 컵
퍼시픽 컵(영어: Pacific Cup)은 1974년에 창설된 국제 럭비리그 대회이다. 태평양 지역 럭비리그의 발전을 위해 시작되었다. 2009년을 마지막으로 종료되었다.
퍼시픽 컵은 1975년에 뉴 사우스 웨일스 럭비 리그의 키스 기토스(Keith Gittoes)에 의해 시작되었다. 1970년대에 두 차례 열렸으나 비용 문제로 중단되었다.
이 대회는 1986년에 피터 도넬리(Peter Donnelly)에 의해 부활되었다. 이 대회는 이전과 달리 폴리네시아 출신 선수들이 뉴질랜드 마오리족 대신 진정한 출신 국가를 위해 경기를 펼치는 진정한 퍼시픽 컵으로 열렸다. 1996년까지 2년마다 개최되었지만, 1996년 대회가 연기되면서 1996년 퍼시픽 챌린지가 개최되었다. 슈퍼리그는 1997년에 오세아니아컵(Oceania Cup)을 개최했다.
퍼시픽 컵은 2004년에 다시 뉴질랜드 럭비 리그에 의해 부활되었는데, 이번에는 태평양 리그 챔피언십(Pacific Rim Championship)의 부대 대회로 개최되었다. 그 후 2006년 2월과 3월에 다시 뉴질랜드 럭비 리그(NZRL) 주최로 이번에는 본 대회로 개최되었다.
RLIF의 2008년 이후 럭비 리그 월드컵 국제 일정을 재구성하는 과정에서 퍼시픽 컵이 2009년에 개최될 것이며 토너먼트 우승자가 2010년 Four Nations 토너먼트에 참가할 것임이 확인되었다.
2009년 대회는 파푸아뉴기니에서 개최되었고, 참가 팀으로는 쿡 제도, 피지, 파푸아뉴기니, 사모아, 통가가 경쟁했다.

## 참가국
현재까지 개최된 12회의 퍼시픽 컵 토너먼트에는 10개국의 18개 팀이 참가했다.
- 마오리족 – 11회 참가
- 통가 – 10회 참가
- 사모아 – 9회 참가
- 쿡 제도 – 7회 참가
- 피지 – 7회 참가
- 파푸아뉴기니 – 6회 참가
- 토켈라우 – 5회 참가 (1986, 1988, 1990, 1992, 2006)
- 니우에 – 5회 참가 (1986, 1990, 1992, 1994, 2004)
- 아메리칸사모아 – 3회 참가 (1988, 1992, 1994)
- 호주 원주민 – 3회 참가 (1990, 1992, 1994)
- 뉴질랜드 XIII – 2회 참가 (1996, 1997)
- 웨스턴오스트레일리아주 – 2회 참가 (1975, 1977)
- 빅토리아주 – 2회 참가 (1975, 1977)
- 피지안 프레지던츠 XIII – 1회 참가 (1994)
- 로투마 – 1회 참가 (1994)
- 노퍽섬 – 1회 참가 (1992)
- 프렌들리 제도 – 1회 참가 (1990)
- 노던준주 – 1회 참가 (1977)

## 결승
| 1975 | 파푸아뉴기니 | 뉴질랜드 마오리 | 38–13 | 파푸아뉴기니           | n/a             | n/a         | 4  |
| 1977 | 뉴질랜드     | 뉴질랜드 마오리 | 35–12 | 웨스턴오스트레일리아주 | n/a             | n/a         | 5  |
| 1986 | 쿡 제도      | 뉴질랜드 마오리 | 23–6  | 사모아                 | 통가            | 쿡 제도     | 6  |
| 1988 | 사모아       | 뉴질랜드 마오리 | 26–16 | 사모아                 | 통가            | 쿡 제도     | 6  |
| 1990 | 통가         | 사모아          | 26–18 | 뉴질랜드 마오리        | 통가            | 호주 원주민 | 8  |
| 1992 | 뉴질랜드     | 사모아          | 18–14 | 통가                   | 뉴질랜드 마오리 | 호주 원주민 | 10 |
| 1994 | 피지         | 통가            | 34–11 | 피지                   | 사모아          | 호주 원주민 | 9  |
| 1997 | 뉴질랜드     | 뉴질랜드 XIII   | 20–15 | 뉴질랜드 마오리        | n/a             | n/a         | 6  |
| 2004 | 뉴질랜드     | 쿡 제도         | 26–16 | 뉴질랜드 마오리        | n/a             | n/a         | 6  |
| 2006 | 뉴질랜드     | 통가            | 22–14 | 피지                   | n/a             | n/a         | 6  |
| 2009 | 파푸아뉴기니 | 파푸아뉴기니    | 42–14 | 쿡 제도                | 통가            | 피지        | 5  |

### 결과
| 팀                     | 제목                       | 준우승         | 준결승                     |
| ---------------------- | -------------------------- | -------------- | -------------------------- |
| 마오리족               | 4 (1975, 1977, 1986, 1988) | 1 (1990)       | 1 (1992)                   |
| 통가                   | 2 (1994, 2006)             | 1 (1992)       | 4 (1986, 1988, 1990, 2009) |
| 사모아                 | 2 (1990, 1992)             | 2 (1986, 1988) | 1 (1994)                   |
| 쿡 제도                | 1 (2004)                   | 1 (2009)       | 2 (1986, 1988)             |
| 파푸아뉴기니           | 1 (2009)                   | 1 (1975)       | -                          |
| 뉴질랜드               | 1 (1997)                   | -              | -                          |
| 피지                   | -                          | 2 (1994, 2007) | 1 (2009)                   |
| 웨스턴오스트레일리아주 | -                          | 1 (1977)       | -                          |
| 호주 원주민            | -                          | -              | 3 (1990, 1992, 1994)       |